# Версон
Версо́н (фр. Verson) — коммуна во Франции, находится в регионе Нормандия, департамент Кальвадос, округ Кан, кантон Кан-1. Пригород Кана, расположен в 7 км к западу от центра города, на берегу реки Одон. Через территорию коммуны проходит автомагистраль А84 "Дорога эстуарий". 
Население (2018) — 3 649 человек. 

## История
Проведенные на территории Версона археологические раскопки обнаружили следы пребывания человека в этом месте 7 тысяч лет назад. Поселения на берегу реки Одон существовали в галло-римские времена; в период Каролингов Версон был важным поселением местного значения. В IX веке здесь была построена церковь Святого Мартена. Как и многие населенные пункты Нормандии, Версон неоднократно был разграблен во время Столетней войны. 
Во время Второй мировой войны в здании мэрии немцы разместили штаб Люфтваффе. Коммуна должна была стать важной мишенью во время массированных бомбардировок 26 июня 1944 года, но плохая погода помешала нанесению точных ударов и сохранила большую часть строений.

## Достопримечательности
- Церковь Сен-Жермен XII века
- Особняк де ла Фонтен (de la Fontaine) XVI века
- Здание мэрии — сохранившаяся часть старинного замка

## Экономика
Структура занятости населения:
- сельское хозяйство — 0,0 %
- промышленность — 26,6 %
- строительство — 12,8 %
- торговля, транспорт и сфера услуг — 42,1 %
- государственные и муниципальные службы — 18,4 %.

Уровень безработицы (2017) — 10,0 % (Франция в целом —  13,4 %, департамент Кальвадос — 12,5 %). 

Среднегодовой доход на 1 человека, евро (2018) — 24 450 (Франция в целом — 21 730, департамент Кальвадос — 21 490).

## Демография
Динамика численности населения, чел.

## Администрация
Пост мэра Версона с 2020 года занимает Натали Донатен (Nathalie Donatin). На муниципальных выборах 2020 года возглавляемый ею список экологистов победил в 1-м туре, получив 55,66 % голосов.
| Период | Период | Фамилия        | Партия       | Примечания                                      |
| ------ | ------ | -------------- | ------------ | ----------------------------------------------- |
| 1965   | 1977   | Эмиль Потель   |              | учитель                                         |
| 1977   | 1983   | Бернар Эбер    |              | промышленник                                    |
| 1983   | 2001   | Жан-Клод Рау   |              | консультант по вопросам местного самоуправления |
| 2001   | 2020   | Мишель Мари    | Разные левые | учитель                                         |
| 2020   |        | Натали Донатен | Экологисты   | учитель                                         |

## Города-побратимы
- Хамбюрен, Германия
- Бук, Польша

## Культура
В Версоне провел последние годы жизни и умер один из самых известных африканских политиков, первый президент независимого Сенегала Леопольд Седар Сенгор. В его честь в Версоне был построен культурный центр.

## Галерея

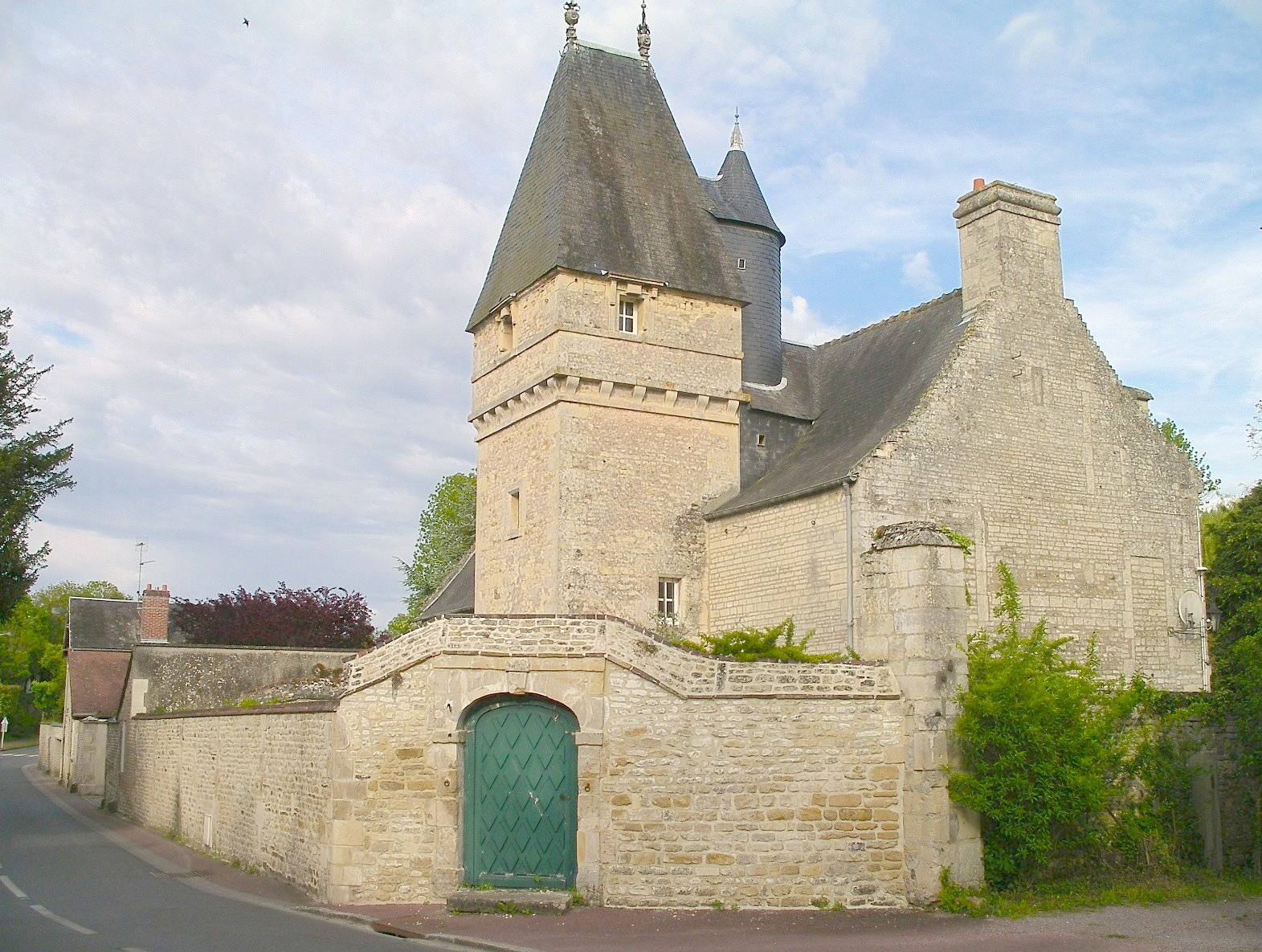
Особняк де ла Фонтен
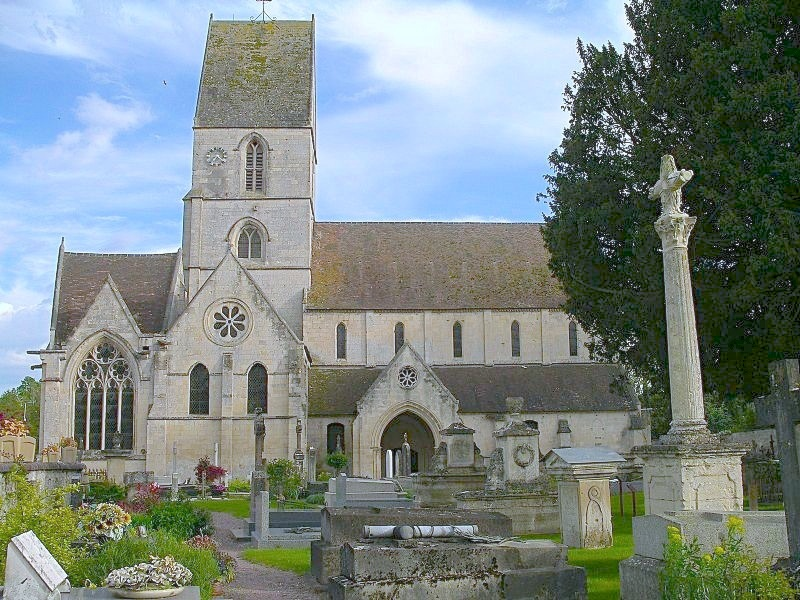
Церковь Сен-Жермен

1. 1 2  база данных о французских коммунах — Национальный географический институт Франции, 2015.